# Seger Svanberg
Seger Svanberg, född omkring 1686 i Härnösand, död 24 januari 1740 i Nederkalix socken, var en svensk bergmästare och riksdagsman.

## Biografi
Seger Svanberg var son till prästen Olof Svanberg och dotterson till professor skytteanus Johannes Loccenius. I samband med att fadern blev kyrkoherde i Skellefteå i början av 1700-talet kom Seger Svanberg till Västerbotten. Han blev auskultant vid Svea hovrätt 1714 och borgmästare i Torneå 1716.  År 1724 utnämndes han till bergmästare i Tionde bergmästarområdet, som då omfattade nuvarande Västerbotten, Norrbotten och Lappland.
Svanberg bosatte sig på gården Björknäs i Nederkalix. Där mottog han 1732 den unge Carl von Linné under dennes lappländska resa och lärde honom mineralanalys.
Svanberg var riksdagsledamot för borgarståndet i Torneå vid riksdagen 1719, riksdagen 1720 och riksdagen 1723.
Svanberg gifte sig 1721 med Maria Forbus (1703–1778), som 1768 överlät gården Björknäs till militieboställe. En dotter till makarna Svanberg gifte sig med Abraham Steinholtz, vilket förklarar ortnamnet Svanstein i Tornedalen. Makarna Svanbergs gjutna gravhäll finns bevarad i Kalix kyrka.